# Бекман, Ханс Фриц
Ханс Фриц Бекман (нем. Hans Fritz Beckmann, 6 января 1909 года, Берлин — 15 апреля 1975 года, Мюнхен) — немецкий поэт-песенник и сценарист.

## Биография
Сын прусского офицера, вырос в Берлине и рано проявил литературные амбиции. В 1920 году семья переселилась в Буэнос-Айрес. По окончании школы его отчим хотел, чтобы сын сделал коммерческую карьеру. Однако в 1928 году, бросив учёбу, он юнгой на корабле вернулся в Берлин. Там он сначала стал работать в варьете, где пригодились приобретённые в Аргентине навыки работы в танцора танго.
Кабаретист Эрих Ловински обнаружил его талант и принял на работу в своё «Кабаре безымянных». В 1934 году Труде Хестерберг приняла его в своё шоу «Качели муз». Там он познакомился с композитором Тео Макебеном и стал писать для него тексты песен. Песня «Так или иначе — это жизнь» для фильма Любовь, смерть и дьявол стала его прорывом. В последующие годы он активно занялся созданием музыки для звукового кино. Вместе с кинокомпозиторами Фридрихом Шредером и Петером Кройдером он создавал один хит за другим, в исполнении таких звёзд, как Цара Леандер, Марика Рёкк, Ханс Альберс и Йоханнес Хестерс. Кроме того, он писал киносценарии.
Сотрудничал с нацистским режимом, написал текст песни «Семьдесят миллионов — один удар» (после аншлюса — «Семьдесят пять миллионов»).
После Второй мировой войны он больше не испытал прежнего успеха, хотя и пытался приспособиться к изменившимся вкусам аудитории. Его бывший сосед по комнате в молодости, песенный композитор (и позднее активный деятель нацистской пропаганды) Ральф Мария Зигель говорил ему: «Ты можешь написать потрясающие шансоны, но из тебя никогда не выйдет автор шлягеров». Поэтому он работал в основном в качестве продюсера, в частности, для Курда Юргенса, а также как синхронист для американских фильмов.

## Избранная фильмография

### Тексты песен
- 1934: Любовь, смерть и дьявол
- 1934: Невезучая Мария
- 1935: Девушка Йоханна
- 1935: Сделай меня счастливым
- 1935: Последние четверо из Санта-Крус
- 1935: Королевский вальс
- 1935: Песня о любви
- 1935: Мужчина с залогом
- 1935: Зелёное домино
- 1936: Похищение
- 1936: Девушка в белом
- 1936: Женская любовь — женское страдание
- 1936: Счастливые дети
- 1936: Жу-жу
- 1936: Человек без родины
- 1936: Allotria
- 1936: Свидетельница короны
- 1936: Свадьба мечты
- 1936: Речь идет о моей жизни
- 1936: Интермеццо
- 1937: Togger
- 1936: Спор о малолетнем Джо
- 1937: О Жаклин говорят
- 1937: Отель «Савой», 217
- 1937: Вода для Канитоги
- 1937: Дафна и дипломат
- 1937: Большое приключение
- 1937: Дом для иностранцев «Filoda»
- 1937: Гаспароне
- 1937: Ностальгия
- 1937: Страна любви
- 1937: Девушка для всех
- 1937: Ратриоты
- 1937: Серенада
- 1937: Семь пощечин
- 1937: Каперсы
- 1938: Загадка Беаты
- 1938: Танец на вулкане
- 1938: Майская ночь
- 1938: Продолжение следует!
- 1938: секретная миссия
- 1939: Друг за друга
- 1939: Трое отцов Анны
- 1939: Средь шумного бала
- 1939: Привет, Жанин
- 1939: Милый друг (см. также Bel Ami (песня))
- 1939: Нанетта
- 1939: Люди из варьете
- 1940: Музыка мечты
- 1940: Веселые бродяги
- 1940: Ребята
- 1940: Кора Терри
- 1940: Оперетта
- 1941: Ребята
- 1941: Путь на свободу
- 1941: Белое бельё
- 1941: Все для Глории
- 1941: Дело о Стиксе
- 1941: Порыв ветра
- 1941: Всегда только ты
- 1941: Jakko
- 1941: O, эти мужчины
- 1941: Дядюшка Крюгер
- 1941: Вечером на пустоши
- 1942: С поличным
- 1942: Его лучшая роль
- 1942: … и при этом играет музыка
- 1942: Хоро-о-оший акробат
- 1942: Хозяйка трактира «У белого жеребёнка»
- 1942: Большой номер
- 1942: Женщины — не ангелы
- 1942: Карнавал любви
- 1942: Сейчас придет коллега
- 1942: Любовные истории
- 1942: Моя подруга Йозефина
- 1943: Семья Бухгольц
- 1944: Девочка Кристина
- 1944: Большая цена
- 1944: Все начиналось так безобидно
- 1944: Да здравствует любовь
- 1951: Гейдельбергская мелодрама
- 1951: Сквозь толстое и тонкое
- 1951: Чудеса всё ещё случаются
- 1951: Сенсация в Сан-Ремо
- 1952: Пока мы не встретимся вновь
- 1953: Каждому своё
- 1953: Продавец птиц
- 1955: Чёрные чулки — горячие ночи
- 1956: Тётушка Чарли
- 1958: В голубую палитру
- 1958: Железный Густав
- 1961: Ограбление банка на улице Латур

### Киносценарии
- 1936: Похищение
- 1938: Маленький человек — довольно большой (в том числе тексты песен)
- 1938: Майская ночь
- 1939: Милый друг
- 1939: Привет, Жанин
- 1940: Музыка мечты
- 1941: Путь на свободу
- 1941: Ребята
- 1941: Вечером на пустоши
- 1944: Удачи в дороге
- 1949: Кто ты, кого я люблю?
- 1951: Такой вот театр обезьян
- 1952: Я не могу выйти замуж за всех
- 1953: Арлетт покоряет Париж
- 1953: Такой театр обезьян
- 1953: Скандал в пансионе благородных девиц
- 1955: Пусть солнце снова засияет

### Дубляж
- 1949: Две девушки и моряк[4]
- 1949: Джулия плохо себя ведёт
- 1949: Ища серебряную подкладку[5]
- 1949: Ночь и день[6]
- 1950: Сестрички Долли[7]
- 1950: Тысяча и одна ночь
- 1951: Задержите это привидение[8]